# Holmsjön (Åsele socken, Lappland, 712070-156661)
Holmsjön är en sjö i Åsele kommun i Lappland och ingår i Ångermanälvens huvudavrinningsområde. Sjön har en area på 0,18 kvadratkilometer och ligger 305,9 meter över havet. Sjön avvattnas av vattendraget Stamsjöån.

## Delavrinningsområde
Holmsjön ingår i det delavrinningsområde (712096-156616) som SMHI kallar för Utloppet av Holmsjön. Medelhöjden är 327 meter över havet och ytan är 1,52 kvadratkilometer. Räknas de 45 avrinningsområdena uppströms in blir den ackumulerade arean 504,3 kvadratkilometer. Stamsjöån som avvattnar avrinningsområdet har biflödesordning 2, vilket innebär att vattnet flödar genom totalt 2 vattendrag innan det når havet efter 202 kilometer. Avrinningsområdet består mestadels av skog (74 procent). Avrinningsområdet har 0,18 kvadratkilometer vattenytor vilket ger det en sjöprocent på 11,8 procent.